# Тамуэрт (Великобритания)

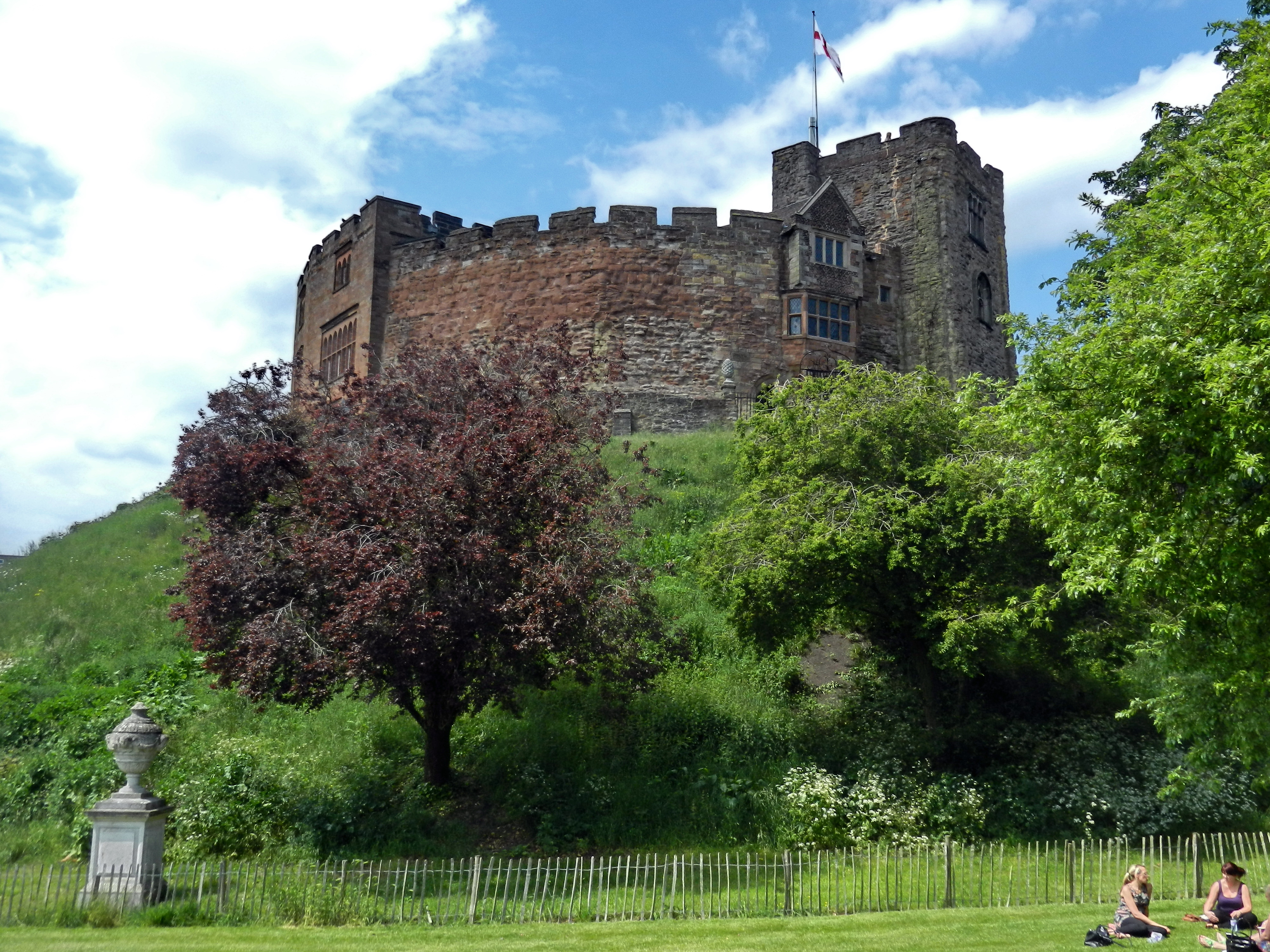
Тамуэртский замок, XI—XII вв.

Та́муэрт (англ. Tamworth) — город в графстве Стаффордшир в Великобритании, административный центр неметрополитенского района (англ. non-metropolitan district) со статусом боро Тамуэрт.

## История
Город является древней столицей англосаксонского королевства Мерсия. Возник в начале VII века как небольшая деревня на берегу реки Анкер, неподалёку от заброшенной римской крепости Летоцетум. Обосновавшиеся на «открытом лугу у Ручья» жители назвали своё селение «Томвордиг». Несколько позже, при короле Пенде, в нём возвели соборную церковь и большой зал для общественных собраний, а неподалёку основали укреплённое частоколом поместье местного тэна под названием «Томтун».
В конце VIII века король Мерсии Оффа сделал его своей резиденцией, а спустя век его значительно расширила и укрепила из-за набегов викингов королева Этельфледа, дочь Альфреда Великого, прозванная Леди Мерсийцев (англ.  Lady of the Mercians). После смерти в 918 году Этельфледы её брат король Уэссекса Эдуард Старший сверг с престола её дочь Эльфвину и присоединил к своему королевству город вместе с остальной Мерсией. Территория города разделена была тогда наполовину, между графствами Стаффордшир и Уорикшир. В годы правления Эдуарда в Тамуэрте начали чеканить собственную монету.
В 1080-е годы, после того, как завоевавшие страну норманны возвели здесь на месте англосаксонской крепости свой замок, город переживал новый расцвет. Тем не менее, в Книге Страшного суда (1086) он не упоминается, вероятно, из-за того, что разделён был между двумя графствами.
К 1319 году, когда король Эдуард II даровал Тамуэрту хартию о привилегиях, город был небольшим центром торговли. В 1345 году он пострадал от сильного пожара, а во время эпидемии Чёрной смерти (1348), унёсшей жизни примерно 2/3 горожан, был оставлен своими жителями, но затем восстановился вновь. В 1560 году Елизавета I даровала Тамуэрту новую хартию, сохранявшую разделение его по двум графствам, но создававшая единую городскую администрацию, что способствовало его дальнейшему развитию.
В 1643—1646 годах, во время Гражданской войны в Англии, город сделался центром ожесточённых боёв между роялистами и ковенантерами. В 1670 году в нём числилось 320 самостоятельных хозяйств и он являлся важным перевалочным центром на пути из Лондона в Честер.
В XVIII веке развитию города способствовали разрабатывавшиеся в его окрестностях угольные шахты, а также хлопчатобумажные фабрики семейства Пилей, а с началом промышленной революции — строительство через него канала Ковентри. В 1807 году улицы его были вымощены плиткой, в 1835 году на них появилось газовое освещение. В 1868 году в городе основана была местная газета Tamworth Herald, в 1876 году возникло первое гражданское кладбище, в 1880-м — общественная больница, а в конце XIX столетия появились водопровод и канализация.
Законом о местном самоуправлении 1888 года в городе создавались отдельные советы Стаффордшира и Уорикшира, но также постановлялось, что районы его, населённые большим количеством жителей одного графства, должны быть затем включены в состав последнего. Поскольку население Стаффордширской части составляло 2589 человек, а Уорикширской — 2032, с 1 апреля 1889 года Тамворт стал частью Стаффордшира.
В 1905 году здесь основана была городская библиотека, а в 1924 году появилось электричество. Миграция населения во время Второй мировой войны привела к тому, что если в 1931 году в Тамуэрте было 7000 жителей, к 1946 году их стало уже 13 000. Основание в 1935 году в городе компании «Reliant Motor Company» производившей спортивные автомобили «Scimitar» и трёхколёсные автомобили эконом-класса «Robin», привело к росту количества рабочих мест. За 30 лет, с 1971 по 2001 год, население Тамуэрта выросло с 40 000 до 72 000 чел.

## География
Город находится в 14 милях на северо-восток от Бирмингема и в 29 милях на юго-восток от Стаффорда. В окрестностях него имеется шесть природных заповедников: Ходж-лейн в Амингтоне, Кеттлбрук, Таймсайд, Достхилл-Парк, Уорикшир-Мур и Бродмидоу.